# Ballon d'Or 1973

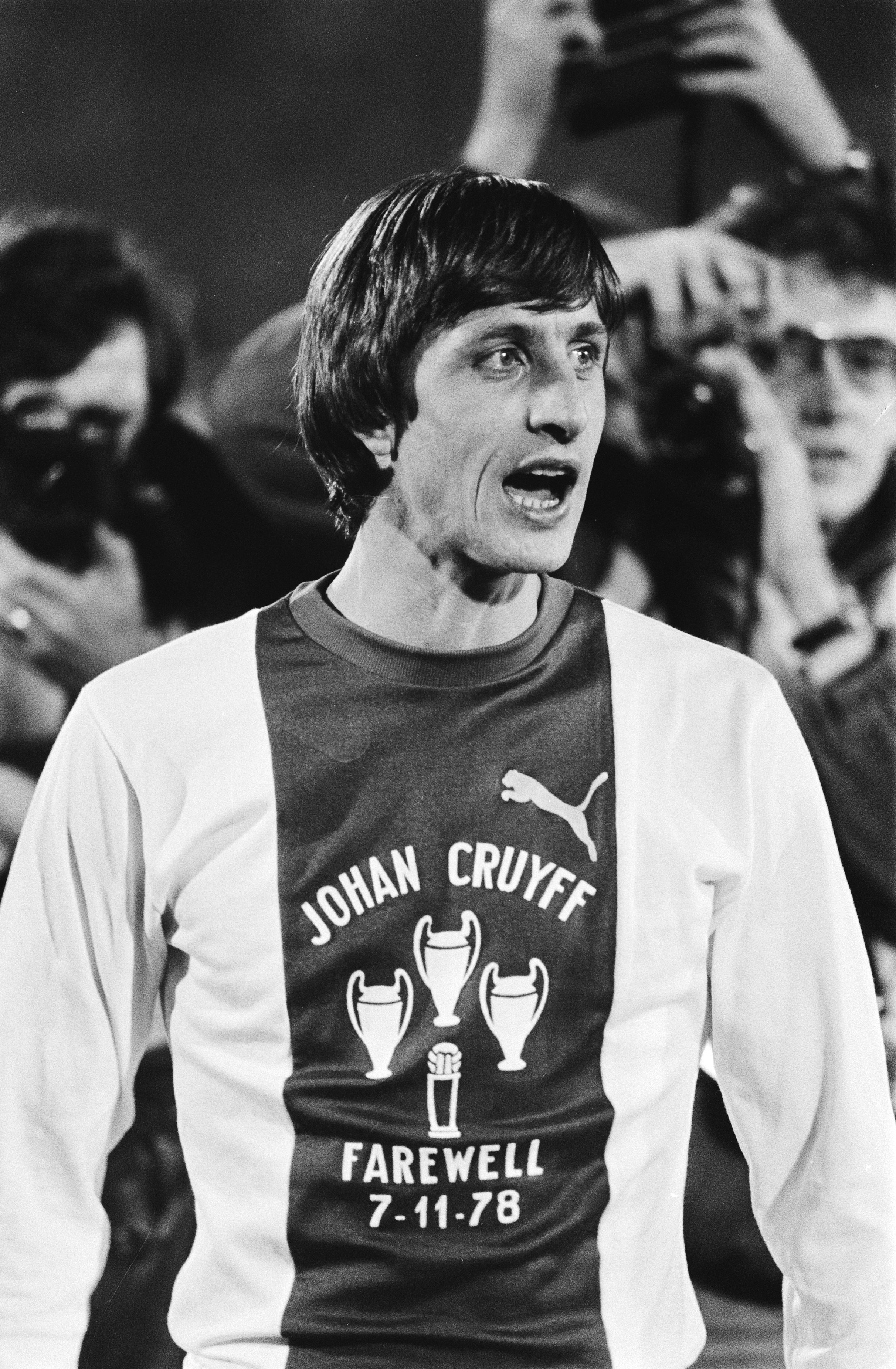
Johan Cruijf

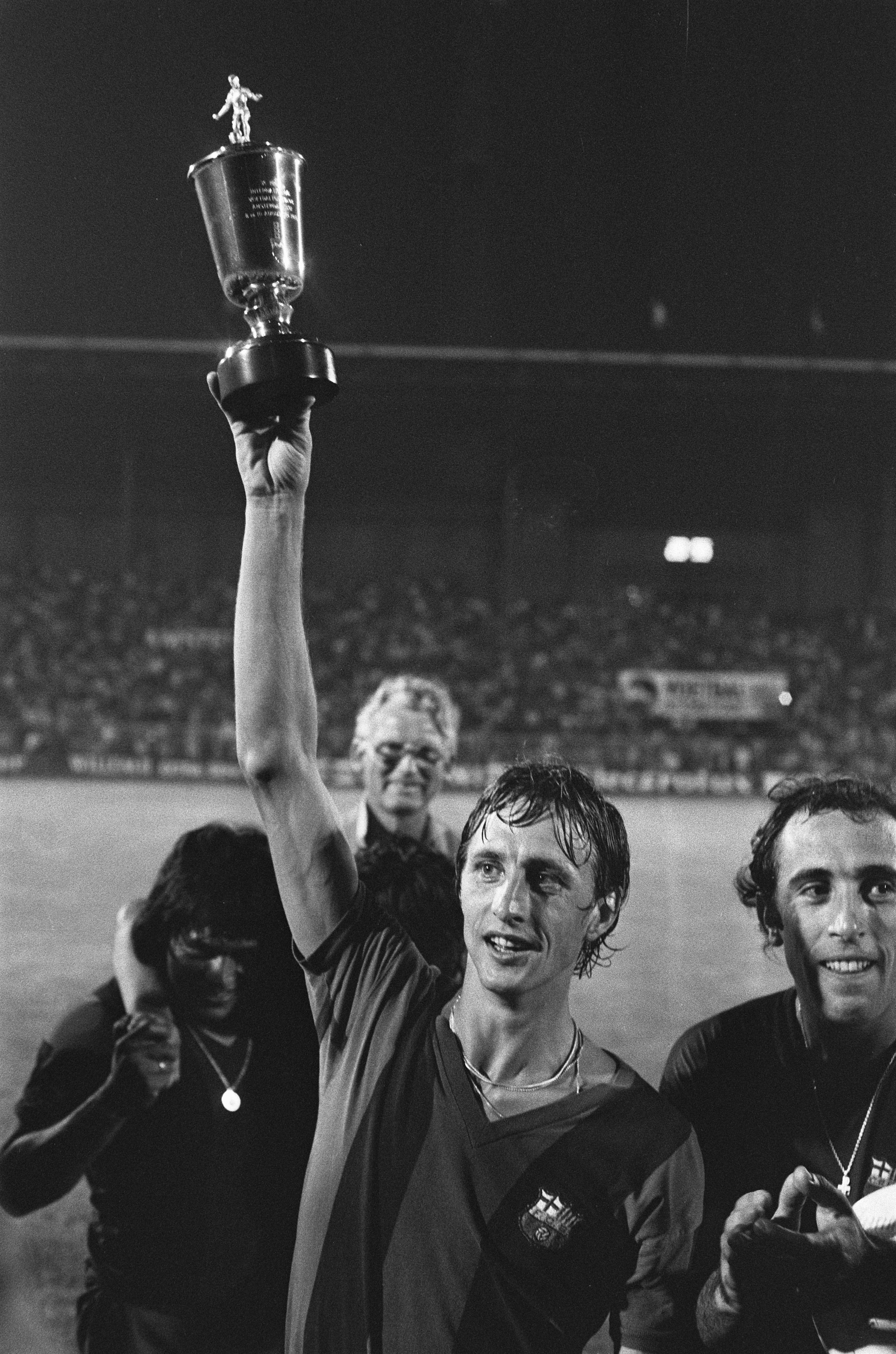
Johan Cruijf

De Ballon d'Or 1973 was de 18e editie van de voetbalprijs georganiseerd door het Franse tijdschrift France Football. De prijs werd gewonnen door Johan Cruijff (Ajax / FC Barcelona).
De jury was samengesteld uit 24 journalisten die aangesloten waren bij de volgende verenigingen van de UEFA: West-Duitsland, de DDR, Oostenrijk, België, Bulgarije, Tsjecho-Slowakije, Denemarken, Spanje, Finland, Frankrijk, Griekenland, Hongarije, Engeland, Ierland, Luxemburg, Italië, Nederland, Polen, Portugal, Roemenië, Zweden, Zwitserland, Turkije en Joegoslavië.
De resultaten van de stemming werden gepubliceerd in editie 1447 van France Football op 25 december 1973.

## Stemprocedure
Elk jurylid koos de beste vijf spelers van Europa. De speler op de eerste plaats kreeg vijf punten, de tweede keus vier punten en zo verder. Op die wijze werden 360 punten verdeeld, 120 punten was het maximale aantal punten dat een speler kon behalen (in geval van een vierentwintig koppige jury).

## Uitslag
| Plaats | Speler               | Club                                   | Stemmen | Stemmen | Stemmen | Stemmen | Stemmen | Stemmen | Punten |
| Plaats | Speler               | Club                                   | 1º      | 2º      | 3º      | 4º      | 5º      | Totaal  | Punten |
| ------ | -------------------- | -------------------------------------- | ------- | ------- | ------- | ------- | ------- | ------- | ------ |
| 1º     | Johan Cruijff        | Ajax / FC Barcelona                    | 15      | 2       | 3       | 2       |         | 22      | 96     |
| 2º     | Dino Zoff            | Juventus                               | 3       | 3       | 5       | 1       | 3       | 15      | 47     |
|        | Gerd Müller          | Bayern München                         | 2       | 5       | 2       | 3       | 2       | 14      | 44     |
| 4º     | Franz Beckenbauer    | Bayern München                         | 2       | 3       | 2       |         | 2       | 9       | 30     |
| 5º     | Billy Bremner        | Leeds United                           |         | 2       | 3       | 2       | 1       | 8       | 22     |
| 6º     | Kazimierz Deyna      | Legia Warschau                         |         | 3       |         | 2       |         | 5       | 16     |
| 7º     | Eusébio              | Benfica                                |         | 2       | 1       | 1       | 1       | 5       | 14     |
| 8º     | Gianni Rivera        | AC Milan                               |         | 1       | 2       | 1       |         | 4       | 12     |
| 9º     | Gunter Netzer        | Borussia Mönchengladbach / Real Madrid | 1       | 1       |         | 1       |         | 3       | 11     |
|        | Ralf Edström         | Åtvidabergs / PSV                      |         |         | 2       | 2       | 1       | 5       | 11     |
| 11º    | Uli Hoeneß           | Bayern München                         |         | 1       | 1       |         | 1       | 3       | 8      |
| 12º    | Giacinto Facchetti   | Internazionale                         | 1       |         |         |         | 2       | 3       | 7      |
|        | Hristo Bonev         | Lokomotiv Plovdiv                      |         | 1       |         | 1       | 1       | 3       | 7      |
| 14º    | Juan Manuel Asensi   | FC Barcelona                           |         |         | 1       | 1       |         | 2       | 5      |
|        | Sandro Mazzola       | Internazionale                         |         |         |         | 2       | 1       | 3       | 5      |
|        | Jan Tomaszewski      | ŁKS Łódź                               |         |         |         | 1       | 3       | 4       | 5      |
| 17º    | Włodzimierz Lubański | Górnik Zabrze                          |         |         | 1       |         | 1       | 2       | 4      |
| 18º    | Wolfgang Overath     | 1. FC Köln                             |         |         | 1       |         |         | 1       | 3      |
| 19º    | Barry Hulshoff       | Ajax                                   |         |         |         | 1       |         | 1       | 2      |
|        | Hans-Jürgen Kreische | Dynamo Dresden                         |         |         |         | 1       |         | 1       | 2      |
|        | Bobby Moore          | West Ham United                        |         |         |         | 1       |         | 1       | 2      |
|        | Roland Sandberg      | Åtvidabergs / 1. FC Kaiserslautern     |         |         |         | 1       |         | 1       | 2      |
| 23º    | Vladislav Bogićević  | Rode Ster Belgrado                     |         |         |         |         | 1       | 1       | 1      |
|        | Dragan Džajić        | Rode Ster Belgrado                     |         |         |         |         | 1       | 1       | 1      |
|        | Pat Jennings         | Tottenham Hotspur                      |         |         |         |         | 1       | 1       | 1      |
|        | Denis Law            | Manchester City                        |         |         |         |         | 1       | 1       | 1      |
|        | Ivo Viktor           | AS Dukla Praag                         |         |         |         |         | 1       | 1       | 1      |

## Trivia
- Het was de laatste keer dat Eusébio in het eindklassement verscheen.

## Referentie
- Eindklassement op RSSSF

France Football:
1956 · 
1957 · 
1958 · 
1959 · 
1960 · 
1961 · 
1962 · 
1963 · 
1964 · 
1965 · 
1966 · 
1967 · 
1968 · 
1969 · 
1970 · 
1971 · 
1972 · 
1973 · 
1974 · 
1975 · 
1976 · 
1977 · 
1978 · 
1979 · 
1980 · 
1981 · 
1982 · 
1983 · 
1984 · 
1985 · 
1986 · 
1987 · 
1988 · 
1989 · 
1990 · 
1991 · 
1992 · 
1993 · 
1994 · 
1995 · 
1996 · 
1997 · 
1998 · 
1999 · 
2000 · 
2001 · 
2002 · 
2003 · 
2004 · 
2005 · 
2006 · 
2007 · 
2008 · 
2009 · 
2016 · 
2017 · 
2018 · 
2019 · 
2021 · 
2022 · 
2023 · 
2024